# Philip Schaff
Philip Schaff, född den 1 januari 1819 i Graubünden, död den 20 oktober 1893 i New York, var en schweizisk-amerikansk kyrkohistoriker, far till David Schley Schaff.
Schaff påverkades av Tholuck och Neander, blev docent i Berlin och flyttade 1843 till Mercersburg i Pennsylvania, där han verkade i 20 år. Av inbördeskriget drevs han till New York. Från 1870 var han där professor vid Union Theological Seminary. Schaff var en entusiastisk bärare av tanken på de kristna kyrkornas återförening, stödde den evangeliska alliansen i Amerika och bidrog mycket att bringa tysk och amerikansk teologi till ömsesidig kännedom. 
Hans viktigaste teologiska arbeten är Bibliotheca symbolica ecclesiae universalis (3 band, 1877; 6:e upplagan 1893), Geschichte der alten Kirchen bis zum Ende des 6. Jahrhunderts (3 band, 1867, 2:a upplagan 1879), fullständigt omarbetad och fortsatt i History of the Christian Church (6 band 1882-92), samt den amerikanska editionen av Herzog-Plitts "Realencyklopädie" (i 3:e upplagan 1891, 4 band), förenad med den av Schaff utgivna "Cyclopaedia of Living Divines" (helt ny upplaga i 12 band av Samuel Macauley Jackson 1908-12).
- Wikimedia Commons har media som rör Philip Schaff.